# WWF Rage in the Cage
WWF Rage in the Cage (WWF Mania Tour au Japon) est un jeu vidéo de catch professionnel commercialisé le 21 décembre 1993 sur Mega-CD. Le jeu a été développé par Sculptured Software et édité par Acclaim Entertainment.

## Système de jeu
Chaque personnage possède ses mouvements composés de coups de poing et de pied, des prises, des attaques en courant et une prise de finition unique pour chaque catcheur. Des étranglements illégaux sont également utilisables, et ne peuvent être effectués que lorsque le personnage du joueur est hors du ring, ou lorsque l'arbitre n'est pas présent.
Des matchs à un-contre-un avec un ordinateur, ou en multijoueur, sont également disponibles. Un match One Fall est un match simple par tombé. Dans un match Brawl, il n'y a ni arbitre, ni décompte à l'extérieur, et des prises illégales peuvent être effectuées à volonté. Le match se termine lorsque la barre de vie de l'adversaire est vide. Le match en cage se déroule dans un ring entourée d'une cage en acier. Aucune règle n'est appliquée, et le joueur se doit de grimper en haut de la cage puis y redescendre hors du ring pour gagner. Dans le mode Tournament en solo, le joueur se doit combattre tous les autres catcheurs du jeu, un à un, pour ainsi obtenir le titre du WWF Champion.